# Rex Stewart
Rex Stewart (Filadelfia, 22 de febrero de 1907 – Los Ángeles, 7 de septiembre de 1967) fue un cornetista y trompetista de jazz de nacionalidad estadounidense, conocido principalmente por su trabajo con la orquesta de Duke Ellington.

## Trayectoria
Tras haber trabajado junto al banjista Elmer Snowden (1900 - 1973), Fletcher Henderson, su hermano el pianista y organista Horace Henderson (1904 - 1988), Luis Russell y los McKinney's Cotton Pickers, Stewart entró en la orquesta de Ellington en 1934. Ellington hizo los arreglos de muchos de sus temas en el estilo jungle style, con el fin de poder mostrar los efectos de sonido que conseguía Stewart con su técnica de media válvula y su contundente estilo. Stewart coescribió Boy Meets Horn y Morning Glory mientras trabajaba en la orquesta, y con frecuencia supervisaba las grabaciones externas llevadas a cabo por integrantes suyos. 
Tras once años con Ellington, Stewart dejó la orquesta para dirigir sus propias formaciones, y desde 1947 hasta 1951 viajó por Europa y Australia con los conciertos JATP(Jazz at the Philharmonic). A partir de comienzos de los años 50, trabajó en la radio y en la televisión, y publicó respetadas críticas de jazz, una selección de las cuales se contiene en su libro de 1972 Jazz Masters of the Thirties (Maestros del jazz de los años 30).